# Кузьменко, Мария Фёдоровна
Мария Фёдоровна Кузьменко (укр. Марія Федорівна Кузьменко; 15 октября 1895 год, село Устимовка, Хорольский уезд, Полтавская губерния — 1972 год, село Устимовка, Семёновский район, Полтавская область, Украинская ССР) — колхозница, свинарка колхоза «Большевик» Семёновского района, Полтавская область, Украинская ССР. Герой Социалистического Труда (1949).

## Биография
Родилась 15 октября 1895 года в крестьянской семье в селе Устимовка. Получила начальное образование. Работала в хозяйстве своих родителей. С 1917 года трудилась по найму и после организации в селе Устимовка колхоза «Большевик» работала в нём разнорабочей. Во время оккупации трудилась на общественном дворе. После войны участвовала в восстановлении колхозного хозяйства. С 1946 года — свинарка на свиноферме. Позднее работала заведующей этой же свинофермы.
В 1948 году вырастила в среднем по 26 поросят от семи свиноматок. В 1949 году удостоена звания Героя Социалистического Труда «за получение высокой продуктивности животноводства в 1948 году при выполнении колхозом обязательных поставок сельскохозяйственных продуктов и плана развития животноводства по всем видам скота».
В 1957 году вышла на пенсию. Проживала в родном селе, где скончалась в 1972 году.

## Награды
- Герой Социалистического Труда — указом Президиума Верховного Совета СССР от 24 июня 1949 года
- Орден Ленина